# Aranyvessző-lándzsásmoly
Az aranyvessző-lándzsásmoly (Heinemannia festivella) a valódi lepkék (Glossata) alrendjébe tartozó lándzsás tündérmolyfélék (Agonoxenidae) családjának egyik faja.

## Elterjedése, élőhelye
Közép- és dél-Európai faj, amely Magyarországon csak a középhegységekben él.

## Megjelenése
Első szárnya sárga, és ezt barna foltok díszítik. A szárny fesztávolsága 17–19 mm.

## Életmódja
Egy évben egy generációja nő fel, és a lepkék a nyár elején, május–júniusban rajzanak. A hernyók tápnövénye a közönséges aranyvessző (Solidago virga-aurea), tehát a lepkék csak ott fordulnak elő, ahol ez megterem.